# Wolfgang Schäuble
Wolfgang Schäuble (Freiburg im Breisgau, 1942. szeptember 18. – Offenburg, 2023. december 26.) 2017–2021 között a Bundestag elnöke, Németország egykori belügyminisztere, majd pénzügyminisztere, a CDU politikusa.

## Élete

### Fiatalkora
1942-ben született Karl Schäuble, CDU-politikus és Gertrud Schäuble (született Gertrud Göhring) háromból a második fiaként. 1961-ben érettségizett a hausachi gimnáziumban (ma Robert-Gerwig-Gymnasium). Freiburgban és Hamburgban tanult jogi és gazdaságtudományi karon, ahol jogi államvizsgát tett, amit 1970-ben jogi szakvizsga követett. 1971-ben doktorált. Ezután a Baden-Württemberg tartományi adóigazgatásán dolgozott. 1978–1984 között az offenburgi törvényszéken dolgozott ügyvédként.

### Politikai pályafutása
1961-ben lépett a Fiatal Unióba (Junge Union). Tanulmányai alatt az RCDS elnöke volt Freiburgban illetve Hamburgban. 1965-ben lépett be a CDU-ba. 1969–1972 között volt a südbadeni Fiatal Unió kerületi elnöke, majd 1976–1984 között a CDU sportbizottságának elnöke. 
A CDU 1998-as választási vereségét követően a párt szövetségi elnöke lett. 2000-ben a pártpénzügyi botrány miatt lemondani kényszerült a pártban és frakcióban betöltött elnöki posztjáról és lett a CDU elnökségének és a CDU szövetségi végrehajtó bizottságának tagja. Helyére a frakcióban Friedrich Merz, a párt élére pedig Angela Merkel került. 2021 októberében Wolfgang Schäuble utóda a Bundestag elnöki posztján Bärbel Bas lett .
A politikust 2011-ben a Budapesti Corvinus Egyetem a díszdoktorává avatta.

### Merénylet
1990. október 12-én egy elmebeteg férfi, Dieter Kaufmann merényletet követett el ellene egy választási kampány során Oppenauban. A tettes egy 38-as kaliberű Smith & Wesson revolverből adott le az akkori belügyminiszter mögül három lövést, amiből egy az állkapcsát, egy a gerincét és egy pedig a biztonsági őrt, Klaus-Dieter Michalskyt karon és hastájékon talált el. A merényletet követően Schäuble tolószékbe kényszerült.

## Magyar kitüntetése
- A Magyar Érdemrend nagykeresztje (2020)

### Fordítás
- Ez a szócikk részben vagy egészben  a   Wolfgang Schäuble című angol Wikipédia-szócikk fordításán alapul.  Az eredeti cikk szerkesztőit annak laptörténete sorolja fel. Ez a jelzés csupán a megfogalmazás eredetét és a szerzői jogokat jelzi, nem szolgál a cikkben szereplő információk forrásmegjelöléseként.
- Ez a szócikk részben vagy egészben  a   Wolfgang Schäuble című német Wikipédia-szócikk fordításán alapul.  Az eredeti cikk szerkesztőit annak laptörténete sorolja fel. Ez a jelzés csupán a megfogalmazás eredetét és a szerzői jogokat jelzi, nem szolgál a cikkben szereplő információk forrásmegjelöléseként.